# Mauna Kea
Mauna Kea (v překladu z jazyka původních obyvatel: bílá hora) je nejvyšší neaktivní štítová sopka ležící na ostrově Havaj v Tichém oceánu a zároveň je nejvyšší horou celých Havajských ostrovů. Nad hladinu oceánu ční do výšky 4205 m, ale i s podvodní částí je vysoká 10 205 m, což z ní činí na Zemi nejvyšší horu, která při měření od báze převyšuje i Everest.
Jedná se o štítovou sopku, která vznikla nad horkou skvrnou. Vlivem posunu litosférických desek se ale oceánská kůra posunula, čímž došlo k uzavření přívodního kanálu magmatu, to vedlo k vyhasnutí sopky a ke vzniku nové sopky v jižním směru. Za posledních 10 000 let chrlila lávu několikrát, naposled asi před 3600 roky. Na Havaji jsou ještě jiné sopky např. Mauna Loa, Hualālai, Mahukona, Kohala a Kilauea.
V období 12. až 13. století se začali první starověcí obyvatelé havajských ostrovů usazovat i na úbočí hory, kde nacházeli dostatek potravy a místa pro vhodný úkryt. Postupně na úpatí sopky přeměnili lesy na pastviny a vyhubili některá tam žijící zvířata (včetně nelétavých ptáků) neznající dosud predátory. Samotná hora hrála důležitou roli v jejich bájesloví, byla uctívána jako posvátná a na vrchol směli jen náčelníci. Další část svahů odlesnili v 19. století novodobí osadníci pro výsadbu plantáží cukrové třtiny a pro potřebu dřeva na stavbu domů.
V roce 1964 byla až na vrchol hory postavena silnice, čímž se celá oblast stala velmi vyhledávanou turistickou oblastí s dosud ještě místy bohatou exotickou faunou a florou. V zimních měsících je její vrchol pokrytý sněhem a stává se oblíbeným místem k lyžování.

## Astronomické observatoře
Na Mauna Kea jsou vzhledem k vynikajícím přírodním i klimatickým podmínkám v areálu Mauna Kea Observatories mnohé významné astronomické observatoře:
- Caltech Submillimeter Observatory
- Canada-France-Hawaii Telescope
- Gemini Observatory
- James Clerk Maxwell Telescope
- Keck Observatory
- NASA's Infrared Telescope Facility
- Subaru Telescope
- Submillimeter Array
- United Kingdom Infrared Telescope
- University of Hawaii 24-inch and 88-inch telescope

Vědci vedou dialog o využití prostoru hory, pro původní obyvatele posvátné.